# Frohnsdorf
Frohnsdorf är en ortsteil i kommunen Nobitz i Landkreis Altenburger Land i förbundslandet Thüringen i Tyskland. Frohnsdorf var en kommun fram till 6 juli 2018 när den uppgick i Nobitz. Kommunen Frohnsdorf hade 246 invånare 2018.